# Étonnant
Étonnant est un cheval de courses de race trotteur français né en 2014. 

## Carrière
Paré de la même casaque et du même bonnet bleu que son père Timoko, auquel il fait irrésistiblement penser, Étonnant se qualifie en janvier 2017 et débute le mois suivant, enchaînant trois victoires pour ses trois premières sorties dans le sud de la France. Il monte à Paris directement pour participer au Prix Albert Viel, destiné aux meilleurs 3 ans, mais il est distancé pour s'être mis au galop. Redescendant de plusieurs étages, il dispute des prix de série pendant un an, puis frappe de nouveau à la porte de l'élite au printemps 2018, obtenant ses galons semi-classiques. Bifurquant vers le trot monté, il s'affirme alors et remporte deux groupe 2, et ses tentatives à l'attelé se soldent souvent par des défaites. Il alterne entre les deux disciplines, avec plus ou moins de bonheur, et obtient son meilleur résultat au monté dans le Prix de l'Île-de-France 2020 derrière le champion Bilibili, signant son record sous la selle en 1'10", une performance qu'il répète l'année suivante.
En janvier 2021, Étonnant croise pour la première fois celui qui va devenir son meilleur ennemi l'année suivante, l'Italien Vivid Wise As. Avant cela, le pensionnaire de Richard Westerink cause une grosse surprise en s'offrant le Prix de Paris, lui dont les performances à l'attelé étaient erratiques et pour les meilleures d'entre elles obtenu dans des courses d'un niveau inférieur. Mais au printemps il confirme que sa victoire dans le Prix de Paris n'était pas un succès sans lendemain, en gagnant le Prix des Ducs de Normandie et en s'offrant le premier accessit du Prix de l'Atlantique. Tardif, Étonnant s'affirme enfin parmi les meilleurs chevaux d'âge à l'attelé et compte parmi les favoris du Prix d'Amérique 2022 après avoir remporté le Prix du Bourbonnais devant le crack Face Time Bourbon, mais il échoue nettement. Il est pourtant à l'aube de sa meilleure année, qui commence par une deuxième place dans le Prix de Paris, se poursuit avec un deuxième succès dans un groupe 1, le plus éloigné possible du premier en termes de distance, dans le Grand critérium de vitesse de la Côte d'Azur. Il y devance Vivid Wise As, dont le programme en 2022 va se calquer sur le sien. Les deux rivaux enchaînent les passe d'armes toute l'année, en France, en Suède et en Belgique. Un "à toi à moi" étonnant, qui se conclut plusieurs fois par des jumelés à l'arrivée. À Vivid Wise As le Prix de l'Atlantique, le Prix René Ballière et le Grand Prix du Département des Alpes-Maritimes. À Étonnant le Grand Critérium de Vitesse, le Grand Prix de Wallonie et surtout, en mai, l'Elitloppet, la plus grande course d'Europe avec le Prix d'Amérique. Sa plus belle victoire, alors qu'il avait été qualifié de justesse en finale, et que dans cette finale il fait une énorme faute qui l'oblige dans la ligne droite à faire tout le tour du peloton pour l'emporter,. 
Les chemins des deux duettistes divergent un peu par la suite, d'autant qu'Étonnant tente l'aventure en allant disputer l'International Trot à New York, tentative qui se solde par un échec à l'issue d'un mauvais parcours émaillé de plusieurs fautes. Son entraîneur le prépare alors logiquement pour le Prix d’Amérique 2023 où il fait figure de prétendant sérieux. Mais, coup de théâtre, après un coup de sang qui perturbe sa préparation, Étonnant est diagnostiqué positif à la maladie de Lyme et doit déclarer forfait trois jours avant le départ de l’épreuve reine. Il ne participera pas ainsi à toutes les belles épreuves du meeting d’hiver. La déception est grande dans son entourage et auprès de ses fans, lesquels lui ont même consacré une page Facebook. La maladie contractée par le cheval n’est pas sans rappeler que son père Timoko a également été touché par le même mal dans sa jeunesse. Cependant, à l’image de son célèbre géniteur, Étonnant se rétablit complètement et effectue une rentrée victorieuse à Caen le 16 mars 2023. Il s’adjuge ensuite le Prix Kerjacques puis le Prix de l'Atlantique. Trois semaines après cette dernière épreuve, il retourne à Caen pour le Prix des Ducs de Normandie où il tente l’exploit, jamais réalisé, de remporter pour la troisième fois cette course. Mais il ne pourra faire mieux que de terminer troisième sans nullement démériter, son entraîneur ayant préféré le courir ferré afin de ménager ses pieds dans la perspective de l’Elitloppet. À quelques jours de cette épreuve prestigieuse Richard Westerink  estime que  son cheval est encore meilleur que l’an passé. C’est donc sans surprise pour son mentor qu’Étonnant remporte aisément sa batterie qualificative donnant l’espoir à son entourage de réaliser un doublé dans l’Elitloppet. Mais le cheval ne terminera que cinquième de la finale remportée brillamment par Hohneck,  laissant des regrets à son driver Anthony Barrier qui estime avoir commis une erreur tactique en ne venant pas plus tôt dans le parcours. Trois semaines plus tard, Étonnant s’envole pour Kouvola en Finlande où il prend part au Kymi Grand Prix, épreuve de Groupe I. Installé favori par les parieurs, il remporte la course, battant le record de l’épreuve en trottant 1’10’’5

## Rivalité avec Vivid Wise As
| Date             | Hippodrome     | Pays     | Course                                        | Distance     | Étonnant | Vivid Wise As | Réd.km |
| ---------------- | -------------- | -------- | --------------------------------------------- | ------------ | -------- | ------------- | ------ |
| 3 janvier 2021   | Vincennes      | France   | Prix de Bourgogne                             | 2 100 mètres | 5e       | 2e            | 1'10"4 |
| 14 mars 2021     | Cagnes-sur-Mer | France   | Grand Critérium de Vitesse de la Côte d'Azur  | 1 609 mètres | D.A.I    | 1er           | 1'10"1 |
| 24 avril 2021    | Enghien        | France   | Prix de l'Atlantique                          | 2 150 mètres | 2e       | 1er           | 1'11"  |
| 30 janvier 2022  | Vincennes      | France   | Prix d'Amérique                               | 2 700 mètres | 8e       | 4e            | 1'11"3 |
| 13 février 2022  | Vincennes      | France   | Prix de France                                | 2 100 mètres | D.A.I    | 1er           | 1'09"7 |
| 13 mars 2022     | Cagnes-sur-Mer | France   | Grand Critérium de Vitesse de la Côte d'Azur  | 1 609 mètres | 1er      | 2e            | 1'09"9 |
| 23 avril 2022    | Enghien        | France   | Prix de l'Atlantique                          | 2 150 mètres | 2e       | 1er           | 1'11"8 |
| 29 mai 2022      | Solvalla       | Suède    | Elitloppet                                    | 1 609 mètres | 1er      | 4e            | 1'09"3 |
| 26 juin 2022     | Vincennes      | France   | Prix René Ballière                            | 2 100 mètres | 2e       | 1er           | 1'09"1 |
| 31 juillet 2022  | Mons           | Belgique | Grand Prix de Wallonie                        | 2 300 mètres | 1er      | 2e            | 1'12"6 |
| 28 août 2022     | Cagnes-sur-Mer | France   | Grand Prix du Département des Alpes-Maritimes | 1 609 mètres | 2e       | 1er           | 1'09"1 |
| 11 décembre 2022 | Vincennes      | France   | Prix du Bourbonnais                           | 2 850 mètres | 3e       | 8e            | 1'12"9 |

## Palmarès

### Groupe I
France
- Prix de Paris (2021)
- Grand Critérium de vitesse de la Côte d'Azur (2022)
- Prix de l'Atlantique (2023)
- 2e Prix de l'Île-de-France (2020, 2021)
- 2e Prix de l'Atlantique (2021, 2022)
- 2e Prix de Paris (2022)
- 2e Prix René-Ballière (2022)
- 2e Grand Critérium de vitesse de la Côte d'Azur (2025)
- 5e Prix du Président de la République (2018)
- 5e Prix de Cornulier (2021)

 Suède
- Elitloppet (2022)
- 5e Elitloppet (2023)

 Belgique
- Grand Prix de Wallonie (2022)

 Finlande 
• Kymi Grand Prix (2023)

### Groupe II
- Prix du Bourbonnais (2021)
- Prix des Ducs de Normandie (2021, 2022)
- Prix d'Été (2022)
- Prix Kerjacques (2023)
- Prix Olry-Roederer (2018)
- Prix Legoux-Longpré (2018)
- Prix de Washington (2023)
- 2e Prix Edmond Henry (2020)
- 2e Prix Reynolds (2020)
- 2e Prix de Bretagne (2021)
- 2e Prix Camille Lepecq (2021)
- 2e Grand Prix du Département des Alpes-Maritimes (2022)
- 3e Prix Gaston Brunet (2018)
- 3e Prix Céneri Forcinal (2018)
- 3e Prix Camille Lepecq (2020)
- 3e Prix Chambon P (2021)
- 3e Prix du Bourbonnais (2022)
- 3e Prix des Ducs de Normandie (2023)
- 4e Prix Jean-Luc Lagardère (2023)

## Origines
| Origines de Étonnant, mâle bai né en 2014 | Origines de Étonnant, mâle bai né en 2014 | Origines de Étonnant, mâle bai né en 2014 | Origines de Étonnant, mâle bai né en 2014 |
| ----------------------------------------- | ----------------------------------------- | ----------------------------------------- | ----------------------------------------- |
| Père Timoko 1'09                          | Imoko 1'14                                | Viking's Way 1'15                         | Mickey Viking (US) 1'13                   |
| Père Timoko 1'09                          | Imoko 1'14                                | Viking's Way 1'15                         | Josubie 1'19                              |
| Père Timoko 1'09                          | Imoko 1'14                                | Sépia 1'15                                | Jiosco 1'15                               |
| Père Timoko 1'09                          | Imoko 1'14                                | Sépia 1'15                                | Jolie Perle 1'18                          |
| Père Timoko 1'09                          | Kiss Me Coulonces 1'18                    | And Arifant 1'16                          | Sharif Di Iesolo (IT) 1'15                |
| Père Timoko 1'09                          | Kiss Me Coulonces 1'18                    | And Arifant 1'16                          | Infante d'Aunou 1'16                      |
| Père Timoko 1'09                          | Kiss Me Coulonces 1'18                    | Allez Coulonces                           | Lutin d'Isigny 1'14                       |
| Père Timoko 1'09                          | Kiss Me Coulonces 1'18                    | Allez Coulonces                           | Vanina B 1'16                             |
| Mère Migraine 1'13                        | Alligator 1'17                            | Le Ham 1'17                               | Beauséjour II 1'18                        |
| Mère Migraine 1'13                        | Alligator 1'17                            | Le Ham 1'17                               | Franceville 1'21                          |
| Mère Migraine 1'13                        | Alligator 1'17                            | Jaia du Château 1'23                      | Vésuve 1'20                               |
| Mère Migraine 1'13                        | Alligator 1'17                            | Jaia du Château 1'23                      | Vignaude 1'23                             |
| Mère Migraine 1'13                        | Allez Sua                                 | Gazon 1'17                                | Quasipyl 1'18                             |
| Mère Migraine 1'13                        | Allez Sua                                 | Gazon 1'17                                | Ralène 1'20                               |
| Mère Migraine 1'13                        | Allez Sua                                 | Pépite d'Atout                            | Seddouk 1'19                              |
| Mère Migraine 1'13                        | Allez Sua                                 | Pépite d'Atout                            | Graine d'Atout                            |